# Небожатко Геннадій Абрамович
Геннадій Абрамович Небожа́тко (нар. 29 липня 1937, Сучан — пом. 28 липня 1990, Київ) — український радянський живописець; член Спілки радянських художників України з 1958 року. Батько художниці Зої Небожатко.

## Біографія
Народився 29 липня 1937 року у місті Сучані (нині Партизанськ у Приморському краї Росії). 1965 року закінчив Київський художній інститут, де навчався зокрема у Володимира Костецького, Віктора Пузиркова, Карпа Трохименка.
Упродовж 1965—1967 років працював старшим художником-реставратором Київських науково-дослідних реставраційних майстерень; у 1967—1968 роках завідував відділом комплектації музеїв та виставок УРСР Центрального виставкового павільйону. У 1968 році закінчив творчі майстерні Академії мистецтвМ СРСР у Києві, де навчався у Сергія Григор'єва. Жив у Києві в будинку на вулиці Південній, № 82. Помер у Києві 28 липня 1990 року.

## Творчість
Працював в галузі станкового живопису. Створював переважно портрети в реалістичному стилі. Серед робіт:
- «Реставратор» (1966);
- «Хірург Микола Амосов» (1967, полотно, олія);
- «Радик Руднєв» (1968, полотно, темпера; Севастопольський художній музей)[1];
- «Проводи» (1968);
- «Іван Котляревський» (1969);
- «Композитор Олександр Білаш» (1969);
- «Килимарниці» (1970);
- «Леся Українка» (1970);
- «Борис Шахлін» (1971);
- «Генеральний конструктор Олег Антонов» (1981);
- «Гіппократ, видатний лікар Стародавньої Греції» (1982, Національний музей медицини України);
- «Леся Українка» (1984).

Брав участь у республіканських виставках з 1966 року, всесоюзних — з 1968 року. 1971 року отримав золоту медаль Виставки досягнень народного господарства УРСР.